# 蒙特贝洛-伊奥尼科
蒙特贝洛-伊奥尼科（義大利語：Montebello Ionico），是意大利雷焦卡拉布里亞廣域市的一个市镇。总面积55平方公里，人口6478人，人口密度117.8人/平方公里（2009年）。ISTAT代码为080053。